# Tambahmulyo (Gabus)
Tambahmulyo is een bestuurslaag in het regentschap Pati van de provincie Midden-Java, Indonesië. Tambahmulyo telt 1770 inwoners (volkstelling 2010).